# Lubinella morobensis
Lubinella morobensis är en spindelart som beskrevs av Brent D. Opell 1984. Lubinella morobensis ingår i släktet Lubinella och familjen krusnätsspindlar. Inga underarter finns listade i Catalogue of Life.